# Inhibitor preuzimanja adenozina
Inhibitor preuzimanja adenozina (AdoRI) je tip leka koji deluje kao inhibitor preuzimanja za purinske nukleozide i neurotransmiter adenozin putem blokade dejstva jednog ili više ekvilibrativnih nukleozidnih transporter‎‎a. To zatim dovodi di povišenja ekstracelularne koncentracije adenozina i stoga do povećane adenozinergičke neurotransmisije.

## Lista inhibitora
- Akadezin[4]
- Acetat[4]
- Barbiturati[5][6]
- Benzodiazepini[5][7][8][9][10][11][12]
- Blokatori kalcijumovog kanala[4]
- Karbamazepin[4]
- Karizoprodol[13][14][15]
- Cilostazol[16]
- Ciklobenzaprin[17][18]
- Dilazep[1]
- Dipiridamol[1][19]
- Estradiol[20]
- Etanol (Alcohol)[21]
- Flumazenil[4]
- Heksobendin[22]
- Hidroksizin[23]
- Indometacin[4]
- Inozin[24]
- KF24345[25]
- Meprobamat[13][14]
- Nitrobenziltioguanozin[26]
- Nitrobenziltioinozin[1][27]
- Papaverin[28]
- Pentoksifilin[29]
- Fenotiazini[17][30]
- Fenitoin[31]
- Progesteron[20]
- Propentofilin[32]
- Propofol[5][33]
- Puromicin[17]
- [34]
- [35]
- Soluflazin[36][37]
- Tojokamicin[17]
- Trakazolat[23]
- Triciklični antidepresivi[17][18]